# 贺光华
贺光华（1916年—2001年），中国人民解放军将领、中国人民解放军开国少将。
曾任中国人民解放军南京军区公安军副参谋长。1955年，授予中国人民解放军少将。